# Стабилизиращ естествен отбор
Стабилизиращият естествен отбор е вид естествен отбор, при който генетичното разнообразие намалява, поради това, че популацията се стабилизира около една стойност на даден белег. Това е вероятно най-често срещаният механизъм на действие на естествения отбор.
Класически пример в това отношение е теглото на новородените. Бебета с ниско тегло при раждане губят сравнително по-бързо топлина и се разболяват по-лесно, а бебета с наднормено тегло имат проблем при преминаване през таза на майката. В развитите страни обаче подобреното хранене води до по-големи фетуси, с трудни изгледи за преминаване през родилния канал, което е една от причините за увеличения брой цезарови сечения 
Стабилизиращият естествен отбор е често срещан в популациите. Благодарение на него се избягва формови или функционални дивергенции. По този начин, анатомията на дадени организми, като тази на акули и папрати, остава до голяма степен непроменена в течение на милиони години.